# Edmund Stoffels
Edmund Stoffels (* 15. März 1957 in Hünningen, Gemeinde Büllingen) ist seit 1999 Abgeordneter im Wallonischen Regionalparlament in Belgien. Ab 1990 gehörte er mehrfach dem Rat bzw. Parlament der Deutschsprachigen Gemeinschaft Belgiens an.

## Biographie
Nach seinem Abitur an der Bischöflichen Schule Sankt Vith studierte er von 1976 bis 1980 Sozialpsychologie an der Universität Lüttich. Von 1981 bis 1983 arbeitete Stoffels als Psychologe im "Centre Psycho Médico Social" (PMS) in Lüttich, war anschließend bis 1987 als Geschäftsführer des Agora-Theaters tätig. Die nächsten Jahre (1988–1997) arbeitete er als Kabinettaché beim Ministerpräsidenten der Wallonie und bis 1999 als Kabinettchef des Öffentlichen Sozialhilfezentrums Lüttich.
Er ist verheirateter Familienvater von zwei Töchtern.